# 알나바
알나바(النبأ, an-nabaʼ)는 꾸란의 78번째 장이다.
처음 20절은 세상의 창조물(땅, 식물, 밤의 평화, 산과 비)의 경이로움을 논한다. 마지막 20개 구절은 성난 죄인(아랍 삼자 어근 TGY "tageena"가 사용됨)이 낙원에 있는 충실한 신자들의 보상과 완전히 반대되는 처벌을 받는 다음 세상의 영원한 경이로움과 공포에 관한 것이다. 아랍어 삼자 어근 WQY "mutaqeena"는 TGY에 대한 시적 역설로 사용된다.
| 이 전 알무르살라트 | 수라 78 (아랍어 원문) | 다 음 알나지아트 |
| 1 2 3 4 5 6 7 8 9 10 11 12 13 14 15 16 17 18 19 20 21 22 23 24 25 26 27 28 29 30 31 32 33 34 35 36 37 38 39 40 41 42 43 44 45 46 47 48 49 50 51 52 53 54 55 56 57 58 59 60 61 62 63 64 65 66 67 68 69 70 71 72 73 74 75 76 77 78 79 80 81 82 83 84 85 86 87 88 89 90 91 92 93 94 95 96 97 98 99 100 101 102 103 104 105 106 107 108 109 110 111 112 113 114 |                       |                  |